# Planinica, Zaječar
Planinica (izvirno srbsko Планиница) je naselje v Srbiji, ki upravno spada pod Mesto Zaječar; slednja pa je del Zaječarskega upravnega okraja.

## Demografija
V naselju živi 295 polnoletnih prebivalcev, pri čemer je njihova povprečna starost 61,0 let (59,5 pri moških in 62,3 pri ženskah). Naselje ima 136 gospodinjstev, pri čemer je povprečno število članov na gospodinjstvo 2,24.
To naselje je, glede na rezultate popisa iz leta 2002, večinoma srbsko, a v času zadnjih treh popisov je opazno zmanjšanje števila prebivalcev.
|  |

| Demografija | Demografija     | Demografija     |
| Leto        | Št. prebivalcev | Št. prebivalcev |
| ----------- | --------------- | --------------- |
|             |                 |                 |
|             |                 |                 |
|             |                 |                 |
|             |                 |                 |
| 1948        | 1122            |                 |
| 1953        | 1073            |                 |
| 1961        | 1033            |                 |
| 1971        | 891             |                 |
| 1981        | 690             |                 |
| 1991        | 463             | 452             |
| 2002        | 337             | 305             |
|             |                 |                 |

| Etnična sestava po popisu iz leta 2002 | Etnična sestava po popisu iz leta 2002 | Etnična sestava po popisu iz leta 2002 | Etnična sestava po popisu iz leta 2002 | Etnična sestava po popisu iz leta 2002 |
| -------------------------------------- | -------------------------------------- | -------------------------------------- | -------------------------------------- | -------------------------------------- |
| Srbi                                   | Srbi                                   |                                        | 301                                    | 98,68%                                 |
| Črnogorci                              | Črnogorci                              |                                        | 1                                      | 0,32%                                  |
| Neznano                                | Neznano                                |                                        | 1                                      | 0,32%                                  |